# Nostima gilvipes
Nostima gilvipes är en tvåvingeart som först beskrevs av Daniel William Coquillett 1900.  Nostima gilvipes ingår i släktet Nostima och familjen vattenflugor. Inga underarter finns listade i Catalogue of Life.